# Walter Beauchamp
Sir Walter Beauchamp, né à une date incertaine et mort le 1er janvier 1430, est un homme politique anglais.

## Biographie
Fils cadet d'une branche cadette de la famille Beauchamp, comtes de Warwick, Walter Beauchamp épouse Elizabeth Roches en 1400 et est fait écuyer dans la maisonnée du roi Henri IV. Il prend part vraisemblablement à la bataille de Shrewsbury de 1403 contre le rebelle Harry Hotspur, puis à la répression de la rébellion menée par l'archevêque Richard le Scrope à l'été 1405. Fait chevalier, et à la tête d'un petit contingent de trois hommes d'armes et de douze archers, il se joint à l'armée anglaise déployée en août 1415 en France dans le cadre de la guerre de Cent Ans. 
Il est élu une première et unique fois knight of the shire (député) du Wiltshire au parlement de mars 1416. Malgré son absence d'expérience parlementaire, ses pairs l'élisent président de la Chambre des communes. En février 1417 il embarque une nouvelle fois pour la France, et prend part à l'invasion anglaise de la Normandie, menée par le jeune roi Henri V. Il prend part au siège de Rouen, puis est nommé bailli de cette ville capturée par les Anglais. Il occupe cette fonction, et donc réside à Rouen, de janvier 1419 à janvier 1421. Il est nommé membre du gouvernement de la régence de l'enfant-roi Henri VI en 1422, mais ne semble avoir pris part à aucune réunion de ce conseil. Néanmoins en mai 1428, le conseil fait de lui l'un des quatre chevaliers chargés de la protection permanente du jeune roi. Il meurt moins de deux ans plus tard, le Jour de l'An 1430.